# Ипель
И́пель (устар. Эйпель) или И́пой (словац. Ipeľ, венг. Ipoly) — река в Словакии (Банска-Бистрицкий край и Нитранский край) и Венгрии (Ноград и Пешт). Длина реки — 199,69 км, площадь водосборного бассейна — 5151,044 км².
Исток при деревне Лом-над-Римавицоу в горном массиве Вепорске-Врхи. Главные притоки — Кртиш, Крупиница, Суха, Тисовник, Штьявница. Течение реки направляется сначала на юго-восток и юг, потом на запад и снова на юг и, наконец, идет к устью в юго-восточном направлении. Часть участка реки является пограничной между Венгрией и Словакией. На Ипеле расположены города Шаги и Полтар.